# Ípsilon Aurigae
Ípsilon Aurigae o Upsilon Aurigae (υ Aur / 31 Aurigae / HD 38944 / HR 2011) es una estrella de magnitud aparente +4,74 situada en la constelación de Auriga. Se encuentra a 475 años luz de distancia del sistema solar.
Ípsilon Aurigae es una gigante roja de tipo espectral M0III. Su temperatura superficial es de 3800 K y es 990 veces más luminosa que el Sol. Su radio es 73 veces mayor que el radio solar, prácticamente la distancia entre el Sol y el planeta Mercurio. Es posible que sea una estrella variable con una pequeña variación en su brillo de 0,1 magnitudes.
Ípsilon Aurigae tiene una edad de unos 760 millones de años, cuando comenzó su vida como una estrella blanca de tipo B9. Durante 585 millones de años el hidrógeno de su núcleo interno se fue transformando —mediante fusión nuclear— en helio; una vez consumido el hidrógeno, la estrella comenzó a expandirse y enfriarse. Tras alcanzar clase G, la estrella incrementó su brillo en un factor de 7, para luego comenzar la fusión del helio interno en carbono y oxígeno. Agotado el helio, la estrella está ahora aumentando su brillo de nuevo con un núcleo inerte de carbono-oxígeno. En un futuro se tornará inestable y comenzará a pulsar como una variable Mira, para, en última instancia, expulsar sus capas exteriores y convertirse en una enana blanca.